# Noppera-bō

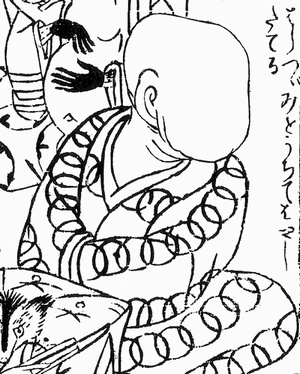
Un noppera-bō in un'illustrazione allOtogi-bōko (御伽婢子) di Asai Ryōi, circa 1666

Il noppera-bō (のっぺらぼう? "fantasma senza faccia") è uno yōkai, uno spirito della tradizione popolare giapponese, privo di occhi, naso e bocca. In occidente è talvolta chiamato mujina a causa di un errore commesso da Lafcadio Hearn nel suo racconto che per primo introdusse la figura nell'immaginario dei paesi di lingua inglese ("Il mujina della strada di Akasaka").
I noppera-bō sono considerati spiriti innocui, ma che amano terrorizzare gli umani; si mostrano inizialmente con tratti somatici normali, spesso con l'aspetto di una persona familiare alla vittima, quando la persona è abbastanza vicina a loro, si strofinano il viso per rivelarsi con il loro vero aspetto, privo di faccia e indurre il panico.

## Nelle leggende
Nella raccolta kaidan Shinsetsu Hyakumonogatari, una raccolta di storie di fantasmi del 1767 (Meiwa 4), descrive l'apparizione di un mostro senza occhi, naso o bocca sul volto, chiamato noppera-bō a Nijo Kawara a Kyoto (vicino al ponte Nijo Ohashi, Nakagyo-ku, Kyoto), e coloro che ne furono attaccati avrebbero avuto diversi peli folti attaccati ai loro vestiti, indicando che si trattava del travestimento di una specie di animale. In altri casi, tuttavia, la vera identità è sconosciuta; nel Sorori Monogatari, una raccolta di storie bizzarre del 1663 (Kanbun 3), un noppera-bō alto sette shaku (circa 2,1 metri) apparve a Oike-cho, Kyoto (oggi Nakagyo-ku, Kyoto), ma non c'è alcuna descrizione della sua vera identità. Nel folklore si dice che siano comparsi nella prefettura di Osaka, a Kotonami-chō (oggi Mannō), nel distretto di Nakatado, nella prefettura di Kagawa e in altre località.

### LaMujinadella strada Akasaka
La storia più famosa di un noppera-bō è Mujina nel libro di Lafcadio Hearn Kwaidan: Stories and Studies of Strange Things. Kiikoku-zaka ad Akasaka, Edo, era una strada solitaria dove nessuno passava dopo il tramonto. Una notte, un mercante passò di lì e vide una giovane donna accovacciata e piangente. Preoccupato, tentò di consolare la giovane donna e di offrire assistenza, ma quando lei girò la testa, il suo volto era completamente privo di occhi, naso e bocca. Il commerciante, spaventato, scappò dalla scena e si precipitò a una bancarella di soba. Il negoziante chiese al mercante: "Cosa c'è che non va?" con un tono poco amichevole, girato di spalle, il mercante cerca di raccontargli del mostro che ha appena visto, ma ha il fiato troppo corto per parlare. Il negoziante si rivolge allora verso il mercante e gli dice: "È questo il suo aspetto?" strofinandosi il viso diventando lui stesso un noppera-bō. Si scopre che tutti questi noppera-bō sono in realtà solo mujina sotto mentite spoglie.

### Il Noppera-bō e lo stagno delle carpe koi
Questa storia racconta di un pigro pescatore che decise di pescare negli stagni imperiali di carpe koi vicino al palazzo Heian-kyō. Nonostante fosse stato avvertito dalla moglie che lo stagno era sacro e vicino a un cimitero, il pescatore ci andò comunque. Sulla strada per lo stagno, viene avvertito da un altro pescatore di non andarci, ma ancora una volta ignora l'avvertimento. Una volta sul posto, viene accolto da una bellissima giovane donna che lo supplica di non pescare nello stagno. Lui la ignora poi, inorridito, improvvisamente si rende conto che lei ha appena cancellato i lineamenti del suo volto. Quando il pescatore scappa con il fiatone, trova una bancarella che vende soba. Il proprietario del chiosco era di spalle, intento a lavorare, e non si riusciva a distinguere il suo volto, il pescatore gli racconta il terribile incidente del fossato, ma il proprietario del chiosco non è affatto sorpreso e, quando si gira, il suo volto è privo di occhi, naso e bocca. Il pescatore, di nuovo sbigottito, questa volta corre a casa e trova la moglie sul retro a lavorare a qualcosa. Quando il pescatore, senza fiato, racconta alla moglie quello che gli è successo, lei si gira e gli mostra un volto senza occhi, naso e bocca, dicendo: "Era questo il suo aspetto?". Il pescatore, sbigottito, sviene.